# Djalwana Laurent Lompo
Djalwana Laurent Lompo (Koulbou, 1º gennaio 1967) è un arcivescovo cattolico nigerino, primo vescovo e poi arcivescovo della Chiesa cattolica nativo del Niger, dal 2014 arcivescovo metropolita di Niamey.

## Biografia
Lompo è nato a Koulbou il 1º gennaio 1967. Ha frequentato la scuola secondaria superiore a Say e a Niamey. Conclusi gli studi scolastici, è entrato in seminario nel 1987 in Burkina Faso e ha studiato filosofia nel seminario di Ouagadougou e teologia nel seminario di Bobo-Dioulasso. 
È stato ordinato prete il 21 settembre 1997. Dopo l'ordinazione è stato nominato vice parroco della parrocchia St. Gabriel a Niamey. Nel 2001 ha frequentato un corso di formazione a Parigi all'Institut de formation des éducateurs du clérge. Tornato in Niger, ha ricoperto l'incarico di responsabile del Foyer Samuel per le vocazioni a Niamey. Nel 2003 è stato nominato vicario generale dell'arcidiocesi di Niamey. 
Il 26 gennaio 2013 è stato nominato vescovo ausiliare di Niamey e vescovo titolare di Buffada; ha ricevuto la consacrazione episcopale il 9 giugno 2013.
L'11 ottobre 2014 è stato promosso arcivescovo di Niamey. Il suo insediamento nella cattedrale di Niamey ha avuto luogo il 14 giugno 2015.

## Genealogia episcopale
La genealogia episcopale è:
- Cardinale Scipione Rebiba
- Cardinale Giulio Antonio Santori
- Cardinale Girolamo Bernerio, O.P.
- Arcivescovo Galeazzo Sanvitale
- Cardinale Ludovico Ludovisi
- Cardinale Luigi Caetani
- Cardinale Ulderico Carpegna
- Cardinale Paluzzo Paluzzi Altieri degli Albertoni
- Papa Benedetto XIII
- Papa Benedetto XIV
- Papa Clemente XIII
- Cardinale Giovanni Carlo Boschi
- Cardinale Bartolomeo Pacca
- Papa Gregorio XVI
- Cardinale Castruccio Castracane degli Antelminelli
- Cardinale Paul Cullen
- Arcivescovo Thomas William Croke
- Vescovo Denis Kelly
- Vescovo Joseph Ignatius Shanahan, C.S.Sp.
- Arcivescovo Charles Heerey, C.S.Sp.
- Cardinale Francis Arinze
- Arcivescovo Michel Christian Cartatéguy, S.M.A.
- Arcivescovo Djalwana Laurent Lompo